# عرن (طب)
العَرَن أو الدَّخَس أو النَبَج (بالأنجليزية: exostosis) «الجمع أعران» وهي نمو عظام جديدة فوق العظم. تتسبب في حدوث ألم مزمن يراوح بين الطفيف إلى الشديد معيق وحسب الشكل الحجم والمكان. من الشائع وجودها في الضلوع، حيث تنمو عظام صغيرة، وقد تنمو عظام كبيرة الحجم ولكن تكون في مناطق مثل الكعبين والركبتين والكتفين والرسغين والوركين. من النادر جداً أن تظهر على الجمجمة.
من الطبيعي أن تنمو على عظام المفاصل ووتنمو لأعلى. على سبيل المثال إذا تكونت عظمة على الكعب في الغالب تنمو ناحية قصبة الساق.
النابتة العظمية هي عبارة عن نتوءات عظمية تنشأ على حواف المفاصل نتيجة لمؤثرات خارجية مثل التهاب المفصل التنكسي. ولكن في معظم الحالات لا يمكن تفرقتها عن الأعران بصورة فاصلة.

## السجل الأحفوري
يدرس الأدلة على وجود الأعران في الأحافير علماءُ أمراض الأحياء البائدة المختصين بدراسة الأمراض والإصابات القديمة. تم توثيق وجود الأعران في أحافير أنواع متعددة من الديناصورات، مثل الألبرتوصور والألوصور والجورجوصور،و الأكروكونثوصور.

## الأعران الوراثية المتعددة
الأعران الوراثية المتعددة (Hereditary multiple exostoses) تسمى أيضاً بالأورام العظمية الغضروفية الوراثية المتعددة hereditary) (multiple osteochondromas وهي حالة تصيب بما يقدر واحد من كل 50000 شخص. الأشخاص المصابون يتكون لديهم أورام عظمية حميدة متعددة. ويختلف العدد والمكان في الأشخاص المصابين.

## أنواع العرن
- عرن في قناة الأذن (أذن المتزلج على المياه)
- عرن وراثي متعدد
- عرن شدقي
- عرن تحت الظفر
- حيد الفك السفلي
- الحيد الحنكي

## وصلات خارجية
- The Ear and Balance Center, The Sonos Group
- MHE Research Foundation (Multiple Hereditary Exostoses)